# Yami Bolo
Yami Bolo, eigentlich Rolando Ephraim McLean, (* 1. Oktober 1970 in Kingston, Jamaika) ist ein jamaikanischer Reggaesänger. Heute lebt er in New York City.
Schon als Kind war Yami Bolo stets mit Musik konfrontiert. Er schulte mit seiner Großmutter im Kirchenchor seine Gesangsfähigkeiten. Seine professionelle Karriere begann, als er Anfang der 1980er Jahre noch im Kindesalter zu Sugar Minott's Youth Promotion Camp hinzustieß.
Yami Bolos erster großer Hit war die Single „When a Man's in Love“.

## Diskographie
- Ransom (1989)
- He Who Knows It Feels It (1991)
- Up Life Street (1992)
- Yami Bolo Meets Lloyd Hemmings (1993)
- Fighting For Peace (1994)
- Born Again (1996)
- Warmonger (1996)
- Jah Love (1998)abhängig.[6]
- Wisdom Cry (1998)
- Freedom And Liberation (1999)
- Live In Paris (2000)
- Healing Of All Nations (2001)
- Ministry (2005)
- Love: The Unbreakable Resolve (2006)